# 레인보우 (대한민국의 음악 그룹)
레인보우(영어: RAINBOW)는 대한민국의 7인조 걸 그룹이다. 2009년 11월 12일 EP 앨범 Gossip Girl을 발매하고 11월 14일 《쇼! 음악중심》에서 데뷔했다. 그룹명 레인보우는 "일곱가지 색의 무지개처럼 일곱명의 멤버마다 다양하고 개성있는 모습을 보여주는 걸 그룹이 되겠다"는 의미를 담고있다. 2016년 11월 12일 7년만에 계약만료로 해체하게 되면서 멤버들이 당시 소속사였던 DSP 미디어를 떠나게 되었다. 2019년 11월 14일 해체 3년만에 재결합하였다.

## 활동 내용

### 2009: Gossip Girl, Not Your Girl
2009년 11월 4일 DSP 미디어는 레인보우를 처음으로 언론에 공개했다. 레인보우가 데뷔하기까지 4년여의 준비 기간이 걸렸으며, 이 기간 중에 7명으로 구성된다는 소문이 퍼지면서 붙게 된 레인보우라는 별명을 그룹명으로 확정한다. 6일에는 타이틀 곡 〈Gossip Girl〉의 티저를, 12일에는 데뷔 앨범 Gossip Girl과 뮤직비디오를 공개하고, 14일 《쇼! 음악중심》에서 데뷔 무대를 가졌다. 데뷔곡 "Gossip Girl"은 에어모니터에서 조사한 주간 방송차트에서 203회의 방송횟수로 2위에 올랐고 주간 라디오 방송차트에서는 1위를 하기도 했다. 2010년 1월 15일에는 SS501의 곡 "U R MAN"의 답가 "Not Your Girl"로 후속곡 활동을 시작했고 2월 7일 데뷔 활동을 마무리했다.

### 2010년: A, Mach
2010년 8월 10일 첫 번째 디지털 싱글 〈A〉의 티저 영상을, 12일에 음원과 뮤직비디오를 공개하고, 13일에 뮤직뱅크를 통해 본격적인 활동을 시작한다. 작곡가 스윗튠(한재호, 김승수)의 곡으로, 힙합비트에 락적인 느낌을 가미한 스윗튠(Sweetune) 특유의 곡으로 많은 화제를 모았다. 그리고, 오랫동안 각종 차트 상위권에 머물렀고, 음원사이트 멜론에서는 주간 차트 8위에 올랐다. 활동 도중 방송통신심의위원회의 '선정성 주의 권고'에 따라 방송사의 권유를 받고 '배꼽춤' 안무를 수정한다. 9월 11일 MBC 쇼 음악중심부터는 수정된 안무로 무대에 오르게 되었다. "A"활동 시에 출시한 스마트폰 애플리케이션은 12일 동안 전체 다운로드 건수 6700건을 올려 높은 성적을 기록한다.
10월 18일 두 번째 디지털 싱글 앨범 《Mach》의 재킷을 공개하고, 20일 음원을 공개한다. 21일 Mnet 엠 카운트다운을 통해 타이틀곡 〈Mach〉를 선보인다. 전작인 〈A〉와는 정 반대로, 노출이 없는 긴 의상을 입었으나 몸에 달라붙는 디자인으로 고급스러운 섹시미를 발산하였다. A와 마찬가지로 스윗튠의 곡으로, 강렬한 비트를 삽입하여 락적인 느낌을 주었다. 오랫동안 각종 차트 상위권에 머물렀으나, 지상파 무대에서 수상을 하지는 못했다. 11월 13일에는 MBC 쇼 음악중심 무대를 끝으로 활동을 마무리한다.
2010년 12월 31일에 있었던 가요대제전에서 그룹 처음으로 연말 시상식에 참가하게 된다. 레인보우는 이 무대에서 〈A〉의 발라드 버전과 의자를 이용한 안무를 통해 섹시미를 발산하였다.

### 2011:So女와 일본 데뷔
레인보우는 2011년 4월 7일 두 번째 EP 음반 《SO 女》를 발매하고 다이시 댄스가 작곡한 타이틀 곡 〈TO ME (내게로..)〉로 컴백하였으며, 데뷔 최초 멜론 실시간 차트 1위, 주간 음원 차트 5위에 오르는 등 음원 사이트에서 꽤 좋은 반응을 얻었고 엠카운트다운 1위후보에 올라 3위를 기록했다. 6월에는 리패키지 앨범 《Sweet Dream》을 발매해 활동을 하였다. 당일 오리콘 차트 3위에 올랐다. 이 곡 역시 일본의 작곡가 다이시 댄스의 곡이며, TO ME에 이어서 꽤 좋은 반응을 보였지만 활동 중 멤버 김지숙의 모친상이라는 안타까운 사건으로 지숙을 제외한 6인조로 활동을 끝마쳐야만 했다. 《SO 女》의 뮤직비디오에는 김소정 연습생이 출연했다.

### 2012: 첫번째 유닛 레인보우 픽시 결성 및 일본 활동
레인보우 멤버 중 오승아, 김지숙, 조현영이 그룹 활동에서는 보여주지 못했던 발랄하고 귀여운 컨셉의 유닛 그룹 레인보우 픽시를 결성하고 2012년 1월 12일 첫 싱글 《Hoi Hoi(호이 호이)》를 발매, 타이틀곡인 〈Hoi Hoi(호이 호이)〉로 1월 14일 엠 카운트다운을 통해 컴백해서 활동하였다. 하지만 이는 애프터스쿨의 유닛인 오렌지캬라멜이 큰 성공을 거둔 것을 옆에서 본 DSP 미디어에서 레인보우에게 애프터스쿨을 따라하기 위해 만든 유닛이었다. 레인보우 픽시 유닛활동 이후 레인보우는 긴 공백기를 가졌다.
2012년 4월에는 일본에 진출해서 활동하기도 했으며 오직 일본에서만 발표한 싱글 〈ガナガナGO!(코나 코나 고!)〉로 활동했다.

### 2013: Rainbow Syndrome Part.1,2
레인보우는 1년 8개월만의 공백 끝에 2013년 2월 13일 정규1집 《Rainbow Syndrome Part.1》을 발매하고 타이틀곡 〈Tell Me Tell Me〉로 2013년 2월 14일 엠카운트다운을 통해 컴백했다.
초반에는 타이틀곡은 괜찮지만 너무 평범하다는 등의 의견이 많았지만, 음원차트 역주행을 하여 발매 약 한달 뒤인 3월 16일 뮤직뱅크 K-Chart 3위를 기록하였다.
이는 당시 레인보우 데뷔 이후 공중파 음악방송 최고순위였다.
2013년 6월 4일 미니앨범(EP) 《Rainbow Syndrome Part.2》를 발매하고 타이틀곡 〈Sunshine〉으로 컴백했다. 레인보우 데뷔 이후 최초의 시즌송이며, <Sunshine>은 중간의 후렴구 부분의 "Go Jerry Go Jerry Go Jerry"라는 가사가 "겉절이"로 들린다는 이유로 일명 "겉절이송"이라고도 알려졌다. 이 인기를 몰아 레인보우는 〈Sunshine〉으로 SBS 인기가요에서 데뷔 이래 최초로 공중파 음악방송 1위 후보에 올랐으나 씨스타(1위)와 애프터스쿨(2위)에 밀려 3위를 기록했다. 이 당시의 상황은 당대 걸 그룹 TOP3인 원더걸스, 카라, 소녀시대가 아무도 활동하지 않는 완벽한 빈집털이 상황이었다. 다만 카라는 같은 소속사의 걸 그룹인 레인보우에게 음악방송 1위를 시켜주기 위해 DSP 미디어에서 고의로 활동을 시키지 않았으며 원더걸스는 미국에 진출한 상태였다.

### 2014: 두번째 유닛 레인보우 블랙 결성
2014년 1월 2일 걸그룹 섹시 대전속에서 고우리, 오승아, 김재경, 조현영으로 구성된 4인조 두 번째 유닛 그룹 레인보우 블랙을 발표, 유튜브 등을 통한 티저영상의 공개를 거쳐 2014년 1월 20일 EP 《RB BLAXX》를 발표하였다. 이후 같은 날 서울특별시 종로구 광화문 올레스퀘어에서 컴백 쇼케이스 공연을 열었으며 2014년 1월 21일 SBS MTV의 《더 쇼: 올 어바웃 케이팝》을 통하여 타이틀 곡 〈Cha Cha〉의 첫 방송무대를 선보였다. 그리고 공중파에서는 다리를 드는 안무를 수정했으며, 이후 2014년 2월 2일 SBS 인기가요 순위에서 1위 후보에 올랐으며 2위를 기록했다. 이는 레인보우 활동을 합쳐 역사상 음악방송 최고순위를 기록한 것이다.
레인보우 블랙 유닛활동 이후 레인보우는 두 번째 긴 공백기를 가졌다.

### 2015:INNOCENT
개인활동에 주력하던 도중 1월 21일 "레인보우 드디어 컴백"이라는 문구를 든 고우리, 조현영, 김지숙의 사진이 공개되면서 오랜만의 컴백을 확정했고, 2015년 2월 23일 레인보우는 1년 7개월만의 공백 끝에 미니 3집 앨범《INNOCENT》를 발매하고 '안아주세~이요'가 인상적인 중독성 있는 타이틀곡〈Black Swan〉으로 컴백하였으나 멜론 진입순위 68위로 저조한 순위를 기록하고, 3일만에 차트아웃되는 레인보우 역사상 최악의 음원순위를 기록하게 된다. 바로 전 완전체 앨범 타이틀곡인〈SUNSHINE〉당시에만 해도 멜론 진입 8위였던것을 보면 얼마나 음원순위가 저조했는지 알 수 있다. 소속사의 타이틀곡 선정과 그로 인한 음원성적 저조로 인하여 2주 만에 활동을 중단하였다.
레인보우는 블랙스완 활동 이후 연기, 예능, 리포터 등 개인활동에 주력하였다.

### 2016:PRISM그리고 해체
1월 28일 4번째 미니앨범의 타이틀곡을 맞추는 퍼즐형식의 티저가 공개되면서 2월 15일 미니 4집 PRISM을 발매와 함께 타이틀곡 〈Whoo〉로 컴백을 확정하였다. 2월 1일부터 멤버별 컴백 기념 v앱을 열였다. 2월 4일 DSP측에서 레인보우 컴백 컨셉으로 멤버들 마다 색깔이 있는데 빨강 김재경, 주황 고우리, 노랑 조현영, 초록 김지숙, 파랑 노을, 남색 오승아, 보라 정윤혜 라고 밝혔다. 2월 15일 낮 12시 미니 4집 PRISM을 발매와 함께 타이틀곡 〈Whoo〉를 쇼케이스를 통해 최초공개하였다. 그 이후 16일 더 쇼, 17일 쇼챔피언, 18일 엠카운트다운, 19일 뮤직뱅크, 20일 음악중심, 21일 인기가요를 통해 컴백 무대를 가졌고 그와 함께 뜨거운 반응을 얻었다. 5주에 활동 기간을 갖고 난 뒤 활동을 마무리 하였다. 그 후 10월 28일, DSP미디어 측에서 계약 만료를 알렸다. 11월 12일 계약 만료이며, 11월 11일에는 단체로 방콕으로 마지막 이별여행을 떠났다. 이별여행을 다녀온 이후 팀은 공식적으로 해체되었으며 멤버 전원이 DSP 미디어를 퇴사했다. 김재경과 오승아와 조현영
고우리는 퇴사한 당일 소속사를 이적하여 연기자로 직업을 변경했다. 김지숙은 퇴사한 후 소속사 없이 지내다가 2017년 2월에 디모스트엔터테인먼트로 입사했으며 2018년에 노을은 에이픽엔터에 입사했다. 2019년 기준으로 정윤혜는 소속사가 없는 상태이다. 2020년 멤버 전원이 배우로 데뷔를 완료했다. 레인보우 멤버 중 비주얼이 가장 우수한 오승아가 배역을 잘 받는 편이다.

### 2019: 재결합
10월 24일 해체 3년만에 재결합하였다. 데뷔 10주년 기념으로 데뷔 날짜인 11월 14일 새앨범을 발매하였다.

## 이전 구성원
| 이름   | 소개 |
| ------ | --- |
| 김재경 | - 이름 : 김재경 (金栽經) - 생년월일 : 1988년 12월 24일(36세) - 출생지 : 대한민국 서울특별시 - 학력 : 동덕여자대학교 의상디자인학과 (졸업) - 유닛그룹 : 레인보우 블랙 - 활동기간 : 2009년 11월 12일 ~ 2016년 11월 12일, 2019년 11월 14일 ~ 2020년 1월 2일         |
| 고우리 | - 본명 : 고나은 - 생년월일 : 1988년 2월 22일(37세) - 출생지 : 대한민국 전라북도 전주시 - 학력 : 한국체육대학교 생활무용학과 (졸업) - 유닛그룹 : 레인보우 블랙 - 활동기간 : 2009년 11월 12일 ~ 2016년 11월 12일, 2019년 11월 14일 ~ 2020년 1월 2일                |
| 오승아 | - 이름 : 오승아 (吳丞芽) - 생년월일 : 1988년 9월 13일(36세) - 출생지 : 대한민국 서울특별시 - 학력 : 세종대학교 영화예술학과 (졸업) - 유닛그룹 : 레인보우 픽시, 레인보우 블랙 - 활동기간 : 2009년 11월 12일 ~ 2016년 11월 12일, 2019년 11월 14일 ~ 2020년 1월 2일 |
| 노을   | - 이름 : 노을 (盧乙) - 생년월일 : 1989년 5월 10일(36세) - 출생지 : 대한민국 전라북도 전주시 - 학력 : 성동글로벌경영고등학교 (졸업) - 활동기간 : 2009년 11월 12일 ~ 2016년 11월 12일, 2019년 11월 14일 ~ 2020년 1월 2일                                           |
| 정윤혜 | - 이름 : 정윤혜 (鄭允惠) - 생년월일 : 1990년 4월 14일(35세) - 출생지 : 대한민국 대전광역시 - 학력 : 동덕여자대학교 방송연예과 (졸업) - 활동기간 : 2009년 11월 12일 ~ 2016년 11월 12일, 2019년 11월 14일 ~ 2020년 1월 2일                                         |
| 김지숙 | - 이름 : 김지숙 (金智淑) - 생년월일 : 1990년 7월 18일(35세) - 출생지 : 대한민국 경기도 수원시 - 학력 : 한양여자대학교 실용음악과 (졸업) - 유닛그룹 : 레인보우 픽시 - 활동기간 : 2009년 11월 12일 ~ 2016년 11월 12일, 2019년 11월 14일 ~ 2020년 1월 2일           |
| 조현영 | - 본명 : 조규이 - 생년월일 : 1991년 8월 11일(34세) - 출생지 : 대한민국 서울특별시 - 유닛그룹 : 레인보우 픽시, 레인보우 블랙 - 활동기간 : 2009년 11월 12일 ~ 2016년 11월 12일, 2019년 11월 14일 ~ 2020년 1월 2일                                                  |

## 음반 목록

### 대한민국
정규 앨범
- 2013년 《Rainbow Syndrome Part.1》
- 2013년 《Rainbow Syndrome Part.2》

미니 앨범
- 2009년 《Gossip Girl》
- 2011년 《So 女》
- 2015년 《INNOCENT》
- 2016년 《PRISM》

리패키지 앨범
- 2011년 《Sweet Dream》

디지털 싱글
- 2010년 《A》
- 2010년 《Mach》

### 일본
정규 앨범
- 2012년 《Over The Rainbow》

스페셜 앨범
- 2012년 《Over The Rainbow Special Edition》

싱글
- 2011년 《A》
- 2011년 《Mach》
- 2012년 《Gonna Gonna Go!》
- 2019년 《Over the Rainbow》

### OST
| 앨범 정보                                    | 트랙 리스트     |
| -------------------------------------------- | --------------- |
| 국가가 부른다 OST - 발매일 : 2010년 5월 12일 | - 사랑해,좋아해 |

| 앨범 정보                              | 트랙 리스트 |
| -------------------------------------- | ----------- |
| 시티헌터 OST - 발매일 : 2011년 7월 6일 | - 그대와 난 |

| 앨범 정보                                      | 트랙 리스트     |
| ---------------------------------------------- | --------------- |
| 반짝반짝 빛나는 OST - 발매일 : 2011년 7월 22일 | - 슬퍼도 로맨틱 |

| 앨범 정보                                     | 트랙 리스트      |
| --------------------------------------------- | ---------------- |
| 레인보우 로즈 OST - 발매일 : 2012년 10월 11일 | - 달콤해 (Sweet) |

## 음반 외 활동

### 예능
- 2009년 MTV 코리아 MTV24
- 2010년 BS11 韓(HAN) LOVE
- 2010년 Y-STAR Special D-Day Rainbow
- 2010년 MBC 청춘 버라이어티 꽃다발
- 2011년 MBC every1 주간 아이돌
- 2013년 MBC MUSIC 하하의 19tv 하극상
- 2013년 MBC every1 주간 아이돌
- 2013년 MBC every1 무한걸스
- 2014년 MBC every1 주간 아이돌 (레인보우 블랙)
- 2015년 MBC every1 주간 아이돌

### 광고
- 2011년 로스트사가 메인모델
- 2012년~2013년 바람의 나라 (온라인 게임) 메인모델
- 2013년 데미소다 메인모델

### 드라마
- 2010년 대물 (SBS) : 특별 출연
- 2013년 더 드라마틱 (MBC every1)
- 2015년 여왕의 꽃 (MBC) : 특별 출연

### 영화
- 2011년 심장이 뛴다 : 특별 출연

### 홍보대사
- 2011년 서울 캐릭터 라이선싱 페어 홍보대사[16]

## 같이 보기
- 레인보우 픽시
- 레인보우 블랙